# Astra (band)
Astra is een Amerikaanse rockband, die opereert binnen de genres progressieve en psychedelische rock. De band begon onder de naam Silver Sunshine in 2001. Thuisbasis van de in 2006 opgerichte band is San Diego. De band grijpt terug op die muziek die gemaakt werd aan het begin van de jaren 70 van de 20e eeuw, maar dan deels met nieuwe technieken. Hoofdrol in hun muziek spelen de zware klanken van de mellotron.
Het eerste album werd binnen de niche goed ontvangen ondanks dat de platenhoes er erg amateuristisch uitzag. Het was de vraag of de band wel een tweede album zou uitgeven of dat het een eenmalig project was. In 2012 volgde hun tweede boreling.  

## Musici
- Richard Vaughan – zang, gitaar, toetsinstrumenten
- Conor Riley – zang, gitaar, toetsinstrumenten
- Brian Ellis – gitaar, synthesizer
- Stuart Sclater – basgitaar
- Iain Sclater – drums (-2006)
- David Hurley – slagwerk, percussie, dwarsfluit (2006-)

## Discografie
- The Weirding (2009)
- The black chord (2012)